# Ruben Schaken
Ruben Schaken (Ámsterdam, Países Bajos, 3 de abril de 1982) es un exfutbolista neerlandés, retirado en 2018. Jugaba de delantero.

## Trayectoria
Schaken comenzó su carrera en el Cambuur Leeuwarden.
Fue nombrado como mejor jugador de la Eerste Divisie 2007-08 cuando militaba en el BV Veendam. Luego de eso, firmó un contrato con el VVV-Venlo por dos años.
Schaken firmó un contrato con el Feyenoord Róterdam en marzo de 2010 y se sumó a su plantel el 1 de julio de 2010.

## Clubes
| Club               | País         | Año       |
| ------------------ | ------------ | --------- |
| Cambuur Leeuwarden | Países Bajos | 2002-2005 |
| BV Veendam         | Países Bajos | 2005-2008 |
| VVV-Venlo          | Países Bajos | 2008-2010 |
| Feyenoord          | Países Bajos | 2010-     |